# Küllő (madár)
A küllő (Melanerpes) a harkályalakúak (Piciformes) rendjében a névadó harkályfélék (Picidae) család harkályformák (Picinae) alcsaládjának egyik neme. A taxont 1832-ben alkotta meg William John Swainson angol ornitológus. A Melanerpes taxonnév, a görög nyelvből ered: melas = „fekete” és herpēs = „kúszó”.

## Származásuk, elterjedésük
A küllők Észak- és Dél-Amerikában egyaránt honosak.

## Fajai
A nembe az alábbi 24 faj tartozik:
- aranyhomlokú küllő (Melanerpes aurifrons) (Wagler, 1829)[4]
- fehérhomlokú küllő (Melanerpes cactorum) (D'Orbigny, 1840)[5]
- fehér küllő (Melanerpes candidus) (Otto, 1796)[6]
- karolinai küllő vagy kékcsőrű küllő (Melanerpes carolinus) (Linnaeus, 1758)[7][8]
- Costa Rica-i küllő (Melanerpes chrysauchen) Salvin, 1870[9]
- Melanerpes chrysogenys (Vigors, 1839)[10]
- amazóniai küllő (Melanerpes cruentatus) (Boddaert, 1783)[11]
- vörösfejű küllő (Melanerpes erythrocephalus) (Linnaeus, 1758)[12] - típusfaj
- fehérhátú küllő (Melanerpes flavifrons) (Vieillot, 1818)[13]
- gyűjtő küllő (Melanerpes formicivorus) (Swainson, 1827)[14]
- Guadeloupe-i küllő (Melanerpes herminieri) (Lesson, 1830)[15]
- Hoffmann-küllő (Melanerpes hoffmannii) (Cabanis, 1862)[16]
- Melanerpes hypopolius (Wagler, 1829)[17]
- Lewis-küllő (Melanerpes lewis) (G. R. Gray, 1849)[18]
- Puerto Ricó-i küllő (Melanerpes portoricensis) (F. Daudin, 1803)[19]
- álarcos küllő (Melanerpes pucherani) (Malherbe, 1849)[20]
- Melanerpes pulcher (Sclater, 1870)[21]
- Melanerpes pygmaeus (Ridgway, 1885)[22]
- Melanerpes radiolatus (Wagler, 1827)[23]
- nyugati küllő (Melanerpes rubricapillus) (Cabanis, 1862)[24]
- Melanerpes santacruzi (Bonaparte, 1838) - korábban azonosnak tartották az aranyhomlokú küllővel
- Melanerpes striatus (Statius Muller, 1776)[25]
- Melanerpes superciliaris (Temminck, 1827)[26]
- gilaszalagos küllő (Melanerpes uropygialis) (Baird, 1854)[27]

### Fordítás
- Ez a szócikk részben vagy egészben  a   Melanerpes című angol Wikipédia-szócikk ezen változatának fordításán alapul.  Az eredeti cikk szerkesztőit annak laptörténete sorolja fel. Ez a jelzés csupán a megfogalmazás eredetét és a szerzői jogokat jelzi, nem szolgál a cikkben szereplő információk forrásmegjelöléseként.